# Karsten Ganschow
Karsten Ganschow (* 17. April 1978 in Kühlungsborn) ist ein ehemaliger deutscher Handballspieler.

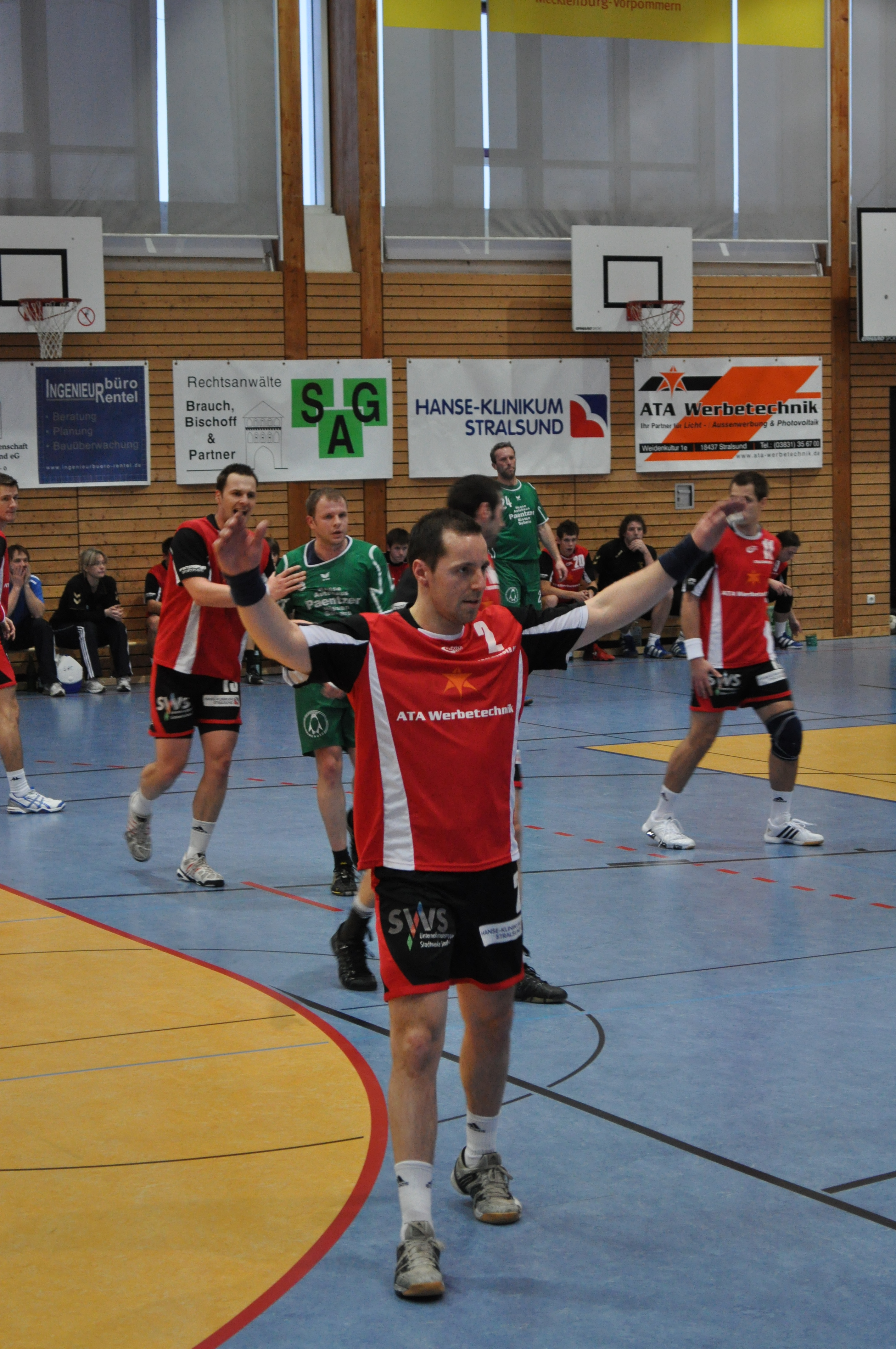
Karsten Ganschow (2010)

## Handballkarriere
Der linkshändige Rückraumspieler spielte 1997 bei der Ahlener SG, von 1999 bis 2000 beim Dessauer Handballverein von 1996 und von Januar 2001 bis Oktober 2003 beim Stralsunder HV, mit dem er den Aufstieg in die Handball-Bundesliga erreichte. Von 2004 bis 2007 spielte er beim HC Empor Rostock, von 2007 bis 2009 wieder bei der Ahlener SG und ab Sommer 2009 beim Doberaner SV, für den er bis Dezember 2009 106 Tore erzielte.
Zum 1. Januar 2010 kehrte Karsten Ganschow zum Stralsunder HV zurück, mit dem er den Aufstieg in die 3. Liga schaffte. In der Drittliga-Saison 2011/2012 beendete er im Januar 2012 seine Karriere. Nach seinem Karriereende war Ganschow beim SV Warnemünde als Spieler und als Co-Trainer tätig.

## Beruf
Karsten Ganschow ist Diplom-Betriebswirt. In Stralsund war er ab 2010 beim Arbeiter-Samariter-Bund beschäftigt.